# Roccaraso
Roccaraso è un comune italiano di 1 493 abitanti della provincia dell'Aquila, in Abruzzo. Situato ai margini meridionali dell'altopiano delle Cinquemiglia, ha fatto parte della comunità montana Alto Sangro e altopiano delle Cinquemiglia fino alla soppressione di quest'ultima, nel 2013. I suoi impianti sciistici, appartenenti al comprensorio sciistico dell'Alto Sangro, rendono la località una delle maggiori stazioni turistiche montane dell'intero Appennino.

## Geografia fisica

### Territorio
Roccaraso è posta nella bassa provincia dell'Aquila, all'interno della zona degli altipiani maggiori d'Abruzzo, posto a sud dell'altopiano delle Cinquemiglia e dell'altopiano del Quarto Grande e sovrastato ad ovest dal piano Aremogna e dai monti di Roccaraso (sottogruppo del monte Greco). Il centro cittadino è situato a 1236 m s.l.m..

### Clima
È inoltre presente una nuova stazione meteorologica posizionata sul piano Aremogna, integrata con una webcam, che permette di valutare la situazione meteorologica in tempo reale.
Il clima di Roccaraso è influenzato dall'altitudine (1 236 metri in centro), dalla continentalità e dalla vicinanza ad alti massicci montuosi (il monte Greco raggiunge i 2 285 metri). In inverno le temperature scendono molto sotto lo zero di notte e a volte non raggiungono lo zero neanche di giorno, specie quando ci sono correnti prevalenti da nord-est (il grecale). Altre volte invece le temperature risalgono e causano lo scioglimento delle nevi, che comunque è quasi sempre presente in inverno. Nevicate eccezionali come quella del 2012 hanno fatto registrare 180 centimetri di neve e oltre.
In primavera e in autunno può fare molto freddo e le precipitazioni sono abbondanti, mentre in estate il clima è mite e soleggiato, con temperature che difficilmente raggiungono i 30 gradi e notti molto fresche. Talvolta qualche temporale estivo sembra spezzare l'estate, più frequentemente che sulle coste. Generalmente ci sono delle caratteristiche di continentalità, anche se le precipitazioni sono più abbondanti in inverno che in estate. Vi sono differenti microclimi a seconda dell'altitudine e dell'esposizione delle valli. Nella fredda piana delle cinque miglia si sono sfiorati ripetutamente i -30 gradi, a causa della spiccata continentalità del clima in quella valle. In paese invece temperature così estreme sono poco comuni.

## Storia

### Origini e Medioevo
Roccaraso sorge intorno all'anno 1000 nei pressi del torrente Rasinus, da cui prende il nome di Rocca Rasini. Si sviluppa come borgo agricolo, pastorale e artigianale, consentendo alla sua popolazione una vita serena e prosperosa. Fu feudo dei Di Sangro, con sua ultima esponente Donna Andreana alla cui morte gli eredi procedettero alla vendita della terra, nel 1621, per il prezzo di 11 mila ducati al barone Giovanni Geronimo d'Alessandro del Casato dei Pescolanciano, ricevendone, il 3 agosto di detto anno, Regio Assenso su tutti i diritti di giurisdizione e cognizione delle prime e seconde cause civili (ASN, Collaterale, Regi Assensi, n.119, 1621). Detta famiglia di feudatari detennero la baronia di Rocca del Raso fino alle leggi "eversive sulla feudalità". Il terremoto della Maiella del 1706 danneggiò il borgo. Nel 1698 era stato eretto in paese il Teatro Angeloni, costruito da Berardino Angeloni, ritenuto il teatro civile più antico d'Abruzzo insieme al San Salvatore dell'Aquila, purtroppo distrutto durante la seconda guerra mondiale. Nel 1813 nacque in paese il patologo Salvatore Tommasi, cui è dedicata la Biblioteca provinciale dell'Aquila; una targa commemorativa oggi è posta su un palazzo presso la Piazza comunale.
Verso la fine del XIX secolo, l'apertura del collegamento ferroviario con Napoli comincia a portare i primi turisti, attratti dalla bellezza dell'ambiente naturale, e soprattutto dalla possibilità di attivare un comprensorio sciistico da parte degli abitanti, accolti nei vari alberghi che in quell'epoca cominciavano a sorgere.

### Dall'Ottocento al primo Novecento
La realizzazione della ferrovia Sulmona-Isernia nel 1897, per interessamento del senatore Giuseppe Andrea Angeloni, segnò la svolta nella storia economica di Roccaraso, facilitando i collegamenti con la Campania e il Lazio. L'inizi dell'attività sciistica iniziò nel 1909 con la scoperta da parte di un gruppo di giornalisti, citato inoltre dall'Agostinoni nel libro "Altipiani d'Abruzzo" nel 1911. La Guida Touring del 1938 dopo aver definito Roccaraso "fresca e pittoresca stazione estiva di diporti invernali" annovera 9 alberghi, testimonianza già di progredita attività ricettiva. La famiglia Reale dei Savoia fu spesso ospite del paese e ciò contribuì a far riconoscere Roccaraso alle famiglie nobili più in vista tra Napoli e Roma, prima della guerra infatti gli alberghi erano notevolmente aumentati.
Negli anni venti Roccaraso fece il salto di qualità, con la costruzione di alberghi veri e propri, poiché prima esistevano solo piccoli bivacchi: nacque l'Albergo Savoia, dovuto all'iniziativa del Colonnello Zamboni il quale contribuì a dare una spinta al turismo roccolano; dopo il Savoia fu costruito il "Monte Maiella" con 20-30 lire di pensione, infine il "Reale". Poi venne eretto l'albergo economico "Roma" per consentire lo svolgimento di gare a livello nazionale, nel 1922 fu costituito il Club Sci Roccaraso, uno dei primi in Italia, nel 1937 il principe Umberto II di Savoia venne ad inaugurare uno dei primi veri impianti di slittovia, che portava a Monte Zurrone. Fino alla guerra, Roccaraso era considerata la stazione più progredita del sud Italia e dell'Abruzzo. Presso l'Aremogna, nel 1938 fu costruito il Rifugio Giovanna, in onore della visita di Giovanna di Savoia, ampliato notevolmente dopo la guerra nel Rifugio Aremogna.

### Seconda guerra mondiale

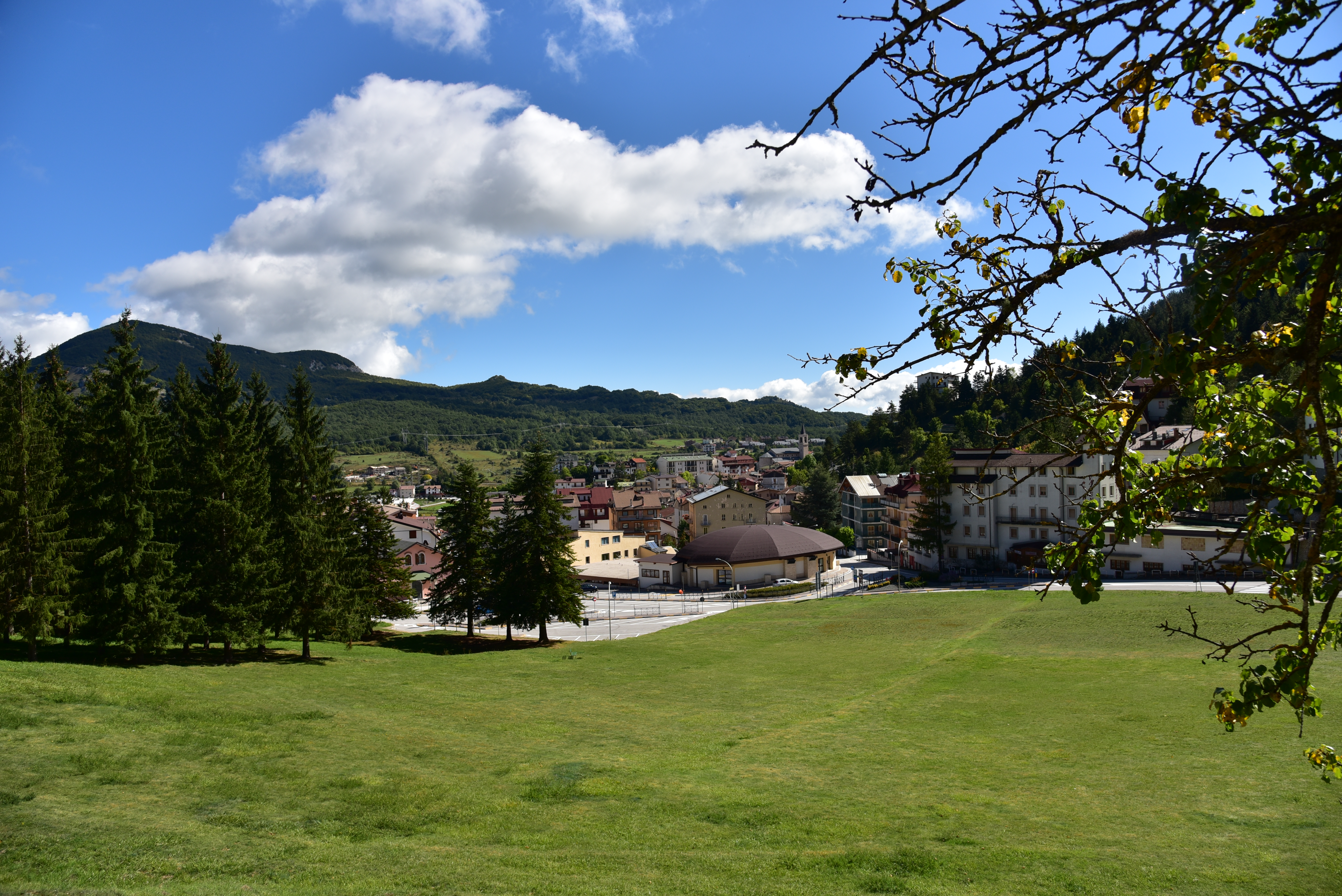
Località Prato Caroselli

A guerra iniziata, Roccaraso si trovò compresa nella linea di difesa Gustav, voluta dal Generale Kesselring contro gli alleati. Le truppe tedesche arrivarono nel settembre 1943, iniziando i lavori di fortificazione della linea Gustav, e dato il terreno estremamente pianeggiante, vennero scavate fosse, disboscate le aree verdi con i tronchi accatastati in mezzo alla strade e alle porte del paese per impedire in ogni maniera l'avanzata alleata, tronchi ammassati anche nel resto delle vie della Piana delle Cinquemiglia, fino a Rocca Pia e Castel di Sangro, in tutto gli alberi abbattuti furono 2000. Il 3 novembre giunse l'ordine di sfollamento del paese, con indicazione di ricovero Sulmona, mentre gli aerei ricognitori degli alleati perlustravano l'altopiano. Quando gli alleati presero Castel di Sangro, il piano di distruzione di Roccaraso fu attuato, minate le case, i palazzi, le chiese, e tutto fatto brillare. Praticamente macabra risultò la distruzione, poiché nel vero senso della parola dell'abitato medievale-rinascimentale non rimase alcune traccia, se non brandelli di mura della chiesa madre di Sant'Ippolito, la torre campanaria e la facciata, e la chiesa di San Rocco, rimasta intatta dalle distruzioni. Altri monumenti di pregio, come il teatro Angeloni, il primo realizzato in Abruzzo nel XVII secolo, e la torre dell'orologio, rimasuglio del castello medievale (posta davanti alla chiesa madre), scomparvero per sempre.
Distrutta Roccaraso, i tedeschi si diressero a nord, lasciando lo scenario apocalittico ai civili e ai militari alleati. Soltanto nel biennio 1945-46 iniziò la ricostruzione, piuttosto celere, con la riapertura di un albergo per il turismo invernale, dacché Roccaraso era meta turistica, anche dei reali di Napoli, già dalla seconda metà dell'Ottocento, e successivamente del Municipio, della chiesa madre (1957 ca.) e di altre strutture ricettive, contando più sul rifacimento celere dell'abitato per dare alloggio ai cittadini, piuttosto che rispettare l'antico aspetto storico-artistico, in modo che già negli anni cinquanta Roccaraso potesse diventare nuovamente un florido centro turistico per l'Abruzzo e i villeggianti romani e napoletani.

### Strage di Pietransieri del Bosco Limmari

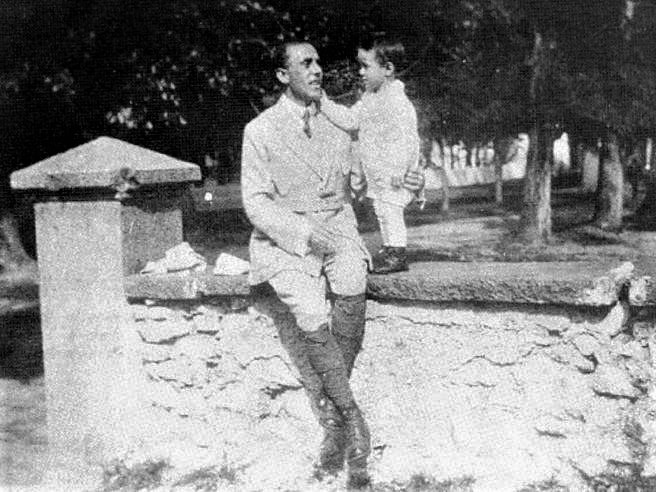
Giacomo Matteotti col figlio Giancarlo a Roccaraso

Dei fatti della guerra, ancora più atroce resta l'eccidio del Bosco del Limmari, presso la frazione roccolana di Pietransieri. L'eccidio avvenne il 21 novembre 1943 presso il Bosco del Limmari, dove i tedeschi trucidarono 128 persone, di cui 60 donne e vari bambini, senza precise motivazioni, ma per il semplice sospetto che la popolazione sostenesse la causa partigiana. Kesselring fece affiggere dei manifesti a Rivisondoli, Roccacinquemiglia, Roccaraso, Pescocostanzo, in cui incitava la popolazione nelle case ad abbandonare i paesi per completare l'opera di distruzione tattica. A Pietransieri la gente non sfollò, ma non perché collaboravano con i partigiani della Maiella. Solo alcuni si rifugiarono nei boschi, così i tedeschi accusarono la gente di tradimento, e condussero la gente nel bosco, presso un casolare. La rappresaglia tedesca dapprima si sfogò sul bestiame, per evitare rifornimenti agli alleati. poi i cittadini furono radunati nel casolare, fucilati e la casa venne fatta saltare in aria: unica superstite fu la bambina Virginia Macerelli, che si nascose sotto il corpo della madre morta.
Tra le 128 vittime 34 furono i bambini. I corpi restarono, a causa della guerra, a lungo abbandonati nel bosco, sepolti dalla neve, e furono scoperti sono nella primavera del 1944 in avanzata fase di decomposizione, e dunque sepolti nell'apposito sacrario in contrada Pietransieri, con rito cristiano. Il sacrario è un tempietto ottagonale, con delle targhette di pietra che ricordano i nomi dei caduti e l'età.
Roccaraso è tra le città decorate al valor militare per la guerra di liberazione perché è stata insignita della medaglia d'oro al valor militare per i sacrifici delle sue popolazioni (culminate nell'eccidio di Pietransieri) e per la sua attività nella lotta partigiana durante la seconda guerra mondiale.

### La rinascita
Con gli aiuti statali, Roccaraso si riprese immediatamente, nel 1946-47 già era concluso il primo albergo turistico, fu riaperta una seggiovia per il turismo, mentre si avviava la frettolosa costruzione delle case sopra i ruderi del borgo vecchio, nel 1957 con l'inaugurazione della nuova parrocchia di Santa Maria Assunta sulla vecchia, Roccaraso poteva dirsi ricostruita, ma non bastò, poiché negli anni sessanta-settanta lungo la direttrice di via Roma iniziò l'edificazione di nuove case, condomini e alberghi, sino a raggiungere l'incrocio con la via del Monte Pratello e la strada di Rivisondoli. La costruzione continuò anche presso l'area della storica chiesa di San Rocco, e si estese ad ovest lungo via Vallone San Rocco e via Aremogna.
Il nuovo turismo di massa, in gran parte proveniente dalle regioni meridionali e da Napoli, è tornato a coronare il sogno economico di Roccaraso, ancora ritenuta tra le località sciistiche migliori d'Abruzzo, insieme ad Ovindoli e Pescasseroli, nuovi progetti di ampliamento delle stazioni sciistiche sono in corso.

## Monumenti e luoghi d'interesse
Roccaraso fino al 1943 appariva come un borgo medievale arroccato su una scarpata, costituito da case in pietra grezza, addossate l'una sull'altra. Lo stile delle abitazioni in pietra concia, con finestre architravate, era molto simile a quello dei paesi attorno di Pescocostanzo, Castel di Sangro e Campo di Giove: la civitella era costituita dal punto più alto, compreso tra piazza XX Settembre, via Aracoeli, via Salvatore Tommasi e via del Sannio, oggi completamente modificata per le distruzione della guerra, con nuove abitazioni e alberghi. Al borgo si accedeva mediante la porta del Torrione dell'orologio civico, la periferia ottocentesca con le case dei turisti e gli alberghi iniziava dalla chiesa di Sant'Ippolito (oggi dell'Assunta), e proseguiva per tutta via Roma.
Dopo la seconda guerra mondiale il centro fu quasi completamente distrutto, e di storico perse la Torretta del Castello (affacciata su piazza XX Settembre davanti al sagrato della chiesa di sant'Ippolito, oggi dell'Assunta), di cui alcune foto storiche mostrano la pianta rettangolare irregolare con coronamento in merlature, usata dall'800 come torre dell'orologio. Si trovava di fronte alla chiesa dell'Assunta, dove oggi vi è un albergo. Di interesse, al livello storico-artistico Roccaraso oggi ha ben poco, tranne il borgo medievale di Pietransieri e la chiesa barocca di San Rocco. Sopra il monte Aremogna, in ricordo della battaglia contro i tedeschi, è stato collocato il Monumento ai Caduti senza Croce, realizzato in cemento con due contrafforti che, a mo' di triangolo isoscele sorreggono una cappella con un'alta croce centrale latina.

### Chiesa parrocchiale di Santa Maria Assunta

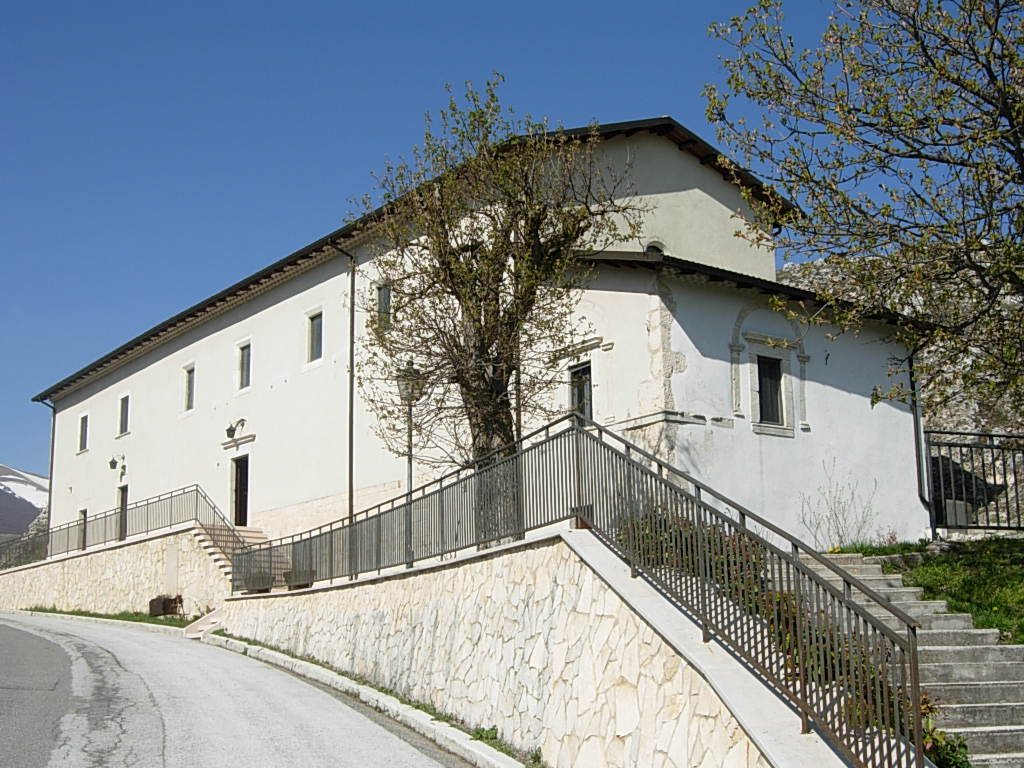
Eremo della Madonna della Portella

La chiesa parrocchiale di Santa Maria Assunta è situata davanti alla Rocca di Roccaraso, vale a dire l'antica Torre del castello, usata nel XIX secolo come torre dell'orologio, attualmente in via Caracciolo, 3. Risale a prima del XVI secolo e ai primi del Seicento fu rimaneggiata.
L'interno è a 3 navate con delle colonne realizzate in pietra inframmezzate da archi a tutto sesto che separano le navate. Nel 1588 risulta che la chiesa, dedicata a Sant'Ippolito, constava di 9 altari e nel 1630 risulta che ne aveva 15, ma poi, in seguito, qualcuno ne venne demolito. A tutt'oggi ne rimangono 11. Il pulpito ligneo cinquecentesco è addossato ad una delle colonne della navata principale ed è simile a quello della collegiata di Pescocostanzo. Il fonte battesimale ligneo era suddiviso in 2 parti.
I terremoti del 1703 (terremoto dell'Aquila) e del 1706 (terremoto della Maiella) la distrussero a più riprese, finché la seconda guerra mondiale la distrusse completamente. Nel 1954 fu ricostruita interamente, inaugurata nel 1957.
Della chiesa originaria rimane solamente la statua d'argento di Sant'Ippolito, patrono di Roccaraso, di scuola orafa napoletana, donato dal barone Donato Berardino Angeloni nel 1688 alla chiesa. La statua scampò al saccheggio durante la seconda guerra mondiale perché fu tenuta nascosta. L'aspetto antico della chiesa era tardo barocco prima della guerra, l'esterno era intonacato, con la facciata decorata da architrave a timpano triangolare, divisa verticalmente da paraste in tre scomparti, di cui quello centrale ornato da finestrone a timpano spezzato, e portale architravato di stile sulmonese. Il campanile era una tozza torre, l'interno era a tre navate, riccamente decorate da stucchi, pennacchi e altari laterali con delle tele.
Oggi il progetto rispetta solo in parte l'aspetto antico della chiesa, l'impianto è rettangolare, con abside semicircolare, la facciata è a salienti, in pietra concia, con un nartece di ingresso a tre archi, che immettono al portale vero e proprio, la facciata termina a timpano triangolare, e di interesse c'è un oculo centrale per far entrare la luce. Il campanile laterale è una torre quadrata slanciata, che termina a cuspide piramidale. L'interno a tre navate ha copertura a botte, gli altari sono molto ridotti rispetto ai 15 originali eretti nel 1630, dai maestri di Pescocostanzo, nella guerra sono andati perduti il fonte battesimale e il pulpito ligneo cinquecentesco. I pilastri quadrati scandiscono geometricamente le navate, decorati dai quadri della Via Crucis, si conservano delle nicchie laterali con delle statue di santi, e il semplice capoaltare con la statua di Sant'Ippolito.

### Eremo della Madonna della Portella
Si trova sulla strada tra Roccaraso e Rivisondoli, all'altezza di località Monte Pratello. Fu edificato nel 1589 su una precedente cappella votiva, poi trasformato in un rifugio con un pozzo. L'ultimo eremita fu frate Nicola Di Coccia da Palena, ovvero Teodoro Di Biase, morto nel 1968 proprio nell'eremo. Nel 1875 fu restaurato ampiamente a seguito del crollo del tetto e del prezioso soffitto dorato a zecchino, e dipinto con scene bibliche, e venne realizzata una semplice volta a botte in pietra e cemento, con dipinti murali del presbiterio risalenti al 1924. Conserva una statua della Santa Vergine, portata in processione sull'altipiano dell'Alto Sangro il primo martedì dopo Pentecoste.

### Chiesa di San Bernardino

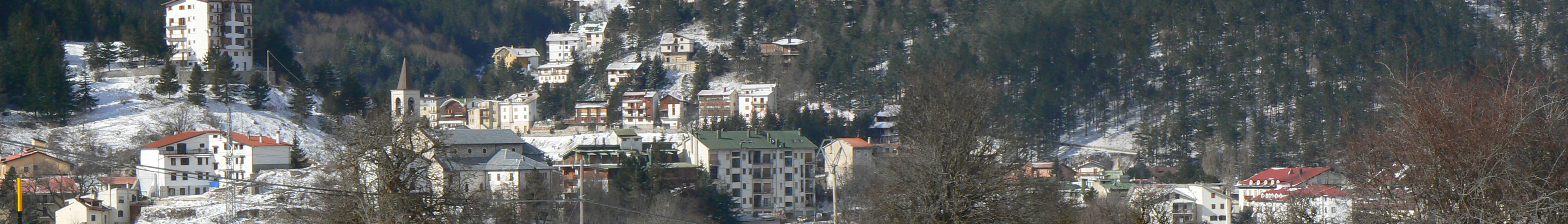
Veduta di Roccaraso dalla strada di Rivisondoli: in primo piano la civitella storica, e la chiesa dell'Assunta

La chiesa di San Bernardino, posta tra via Roma e viottolo San Bernardino, risulta edificata nel 1851, da una scritta sul portale. La via ov'è edificata, secondo la tradizione di Roccaraso, San Bernardino si soffermò durante una sua missione di evangelizzazione. La chiesa fu restaurata nel 1715 e riedificata nel 1954. Ha semplice impianto rettangolare di cappella di montagna in stile ticinese, con facciata terminante a triangolo, e piccola pertica triangolare che ripara all'ingresso dalla pioggia. Il campanile è a vela, l'interno a navata unica termina con un'abside semicircolare.

### Chiesa di San Rocco
La chiesa di San Rocco, sulla via omonima nella parte ovest, è stata edificata nel 1656 come grazia ricevuta per la fine della peste (San Rocco è il patrono degli ammalati di tale malattia), nel 1743, come risulta da un'epigrafe del portale principale della chiesa, gli abitanti di Roccaraso rinnovarono il voto allo stesso santo. La chiesa è l'unico edificio di rilevanza ad essere scampato alla furia nazista dei tedeschi durante la II guerra mondiale.
La facciata è a coronamento a capanna completata da paraste che incorniciano il tutto. All'interno, ad un'unica navata ed abside semicircolare, nella parte alta, vi è una decorazione a conchiglia. L'altare poggia su delle colonnine in legno. Sopra il coro ligneo vi è una nicchia con la statua di San Rocco. Sulla parete di sinistra vi è un altarino con una decorazione in bronzo.

### Chiesa di San Bartolomeo in Pietransieri
Nel centro della frazione, risale al XVIII secolo, anche se l'interno è stato rifatto negli anni cinquanta a causa della guerra. La facciata e l'impianto sono gli unici elementi originali, insieme alla torre campanaria: la facciata termina con tetto spiovente, caratterizzata da portale architravato con la lunetta recentemente decorata dal mosaico del Cristo, e sovrastato da un finestrone rettangolare centrale. L'interno è a navata unica, con soffitto a capriate lignee, due nicchie laterali per accogliere i santi, i quadri della Via Crucis, e il capo altare poggiato sulla parete fasciata in legno, con un monumentale crocifisso.

### Chiesetta della Madonna delle Nevi in Aremogna
Situata in località Aremogna, è stata edificata nel 1965-69 da Vincenzo Monaco e Carlo Mercuri, Pietro Dorazio realizzò le vetrate policrome. La piccola chiesa è in posizione elevata, si affaccia sulla piana, posta accanto al complesso di hotel turistici, fu commissionata dal parroco Edmondo De Panfilis quando vide la potenzialità sciistica del luogo; il progetto originario prevedeva la costruzione di un altare esterno per volgere le funzioni all'area aperta, ma non fu realizzato. La chiesa ha impianto geometrico che consta in un grande cilindro in cemento armato, bucato dalle finestre policrome, inframmezzato all'ingresso da un altro solido geometrico che si innalza, costituito dal portale di ingresso, e dal campanile a torre.

### Teatro Angeloni
Il teatro è stato fatto costruire su commissione di Donato Berardino Angeloni "il vecchio" nel 1698, nel cuore del centro storico, oggi scomparso, presso il suo palazzo privato. Secondo alcune fonti risulta uno dei più antichi del genere in Abruzzo, insieme all'aula ex San Salvatore del monastero di Sant'Agnese a L'Aquila, e alla Sala Olimpica dell'ex Prefettura a L'Aquila. Un portale monumentale tardo manierista, come mostrano antiche fotografie, dava ingresso ad una corte scoperta, e poi al palazzo vero e proprio. Sulla facciata, davanti al portale, vi erano un porticato ed un loggiato ad arco a tutto sesto, sul cui cornicione vi era una incisione di una frase ufficiosa in cui si ribadiva il volere della costruzione del teatro da parte dell'Angeloni e di sua moglie.
Vi vennero rappresentati le rappresentazioni Lo fegliuolo 'mpertenente, Pulcinella fatto principe, S'usa così, I birbi e Le quattro nazioni.
Oggi del teatro, a causa della dustruzione totale di Roccaraso durante la guerra, rimane una colonna originale prelevata dai ruderi, facente parte dall'originale architrave, in stile greco classico manierista, posta in Piazza XX Settembre, accanto alla chiesa parrocchiale, con il basamento decorato dall'iscrizione in latino, che testimonia l'avvenuta costruzione per volere dell'Angeloni. Sopra il basamento è stata montata una croce stazionaria.

### Fonte a muro e giardino

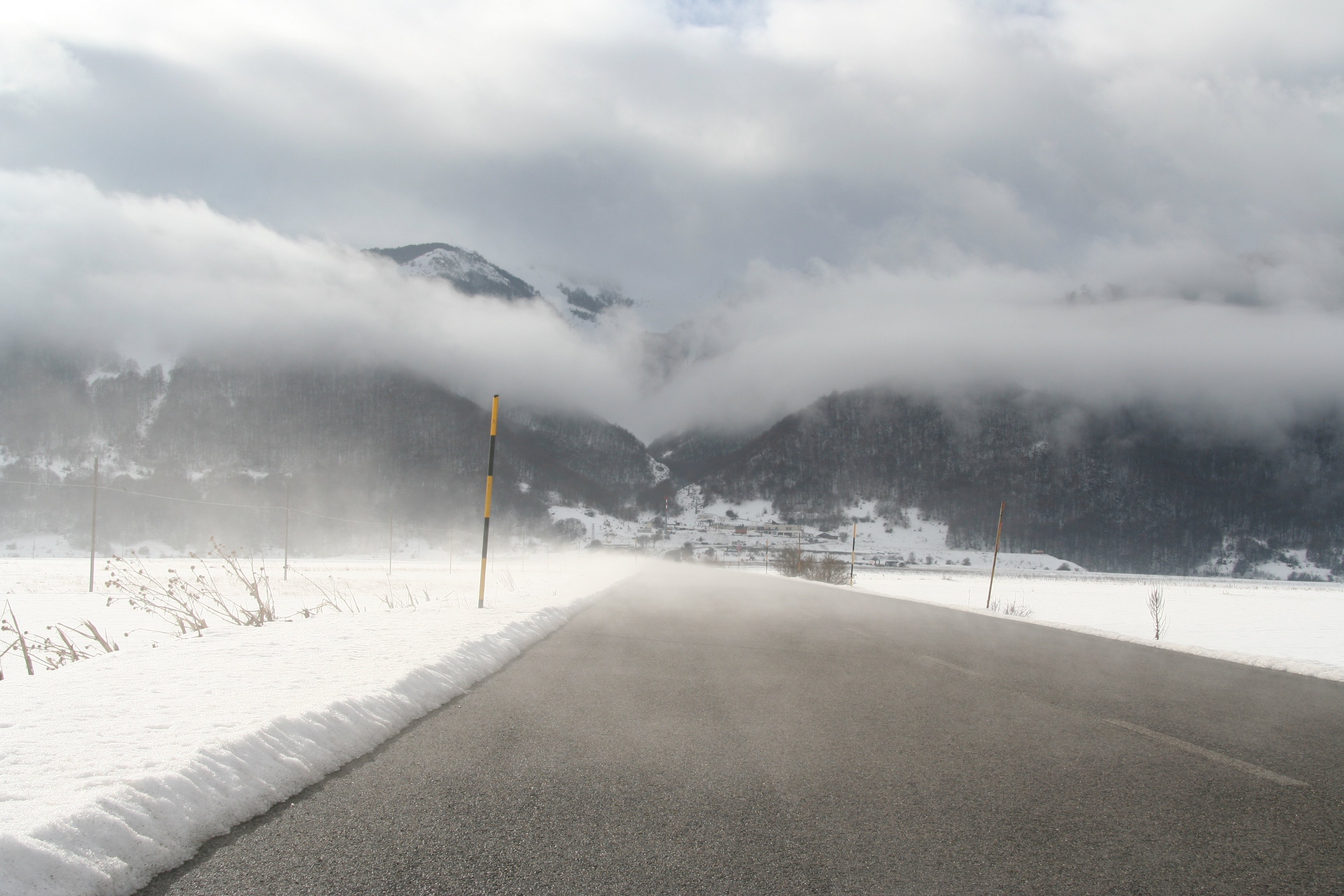
La strada di Castel di Sangro verso Roccaraso

Insieme al giardino posto tra via Roma e via Napoli, è stata realizzata nell'Ottocento, restaurata negli anni novanta, quando è tornata ad essere funzionale. Il giardino viene spesso usato durante gli inverni per la realizzazione del presepe, e in ricordo del primo presepe vivente di Rivisondoli del 1945, dove figurarono anche cittadini di Roccaraso appena scampati alla guerra, nel 2017 è stata realizzata una scultura permanente in fili di ferro lavorato, che si illuminano la notte.

### Sacrario ai Caduti Senza Croce di Monte Zurrone
Il monumento è posto sulla sommità del monte omonimo, ed è dedicato ai 145 000 caduti di tutti i teatri bellici della seconda guerra mondiale, ai quali non fu possibile dare la degna sepoltura, una lapide o una semplice croce. Roccaraso era uno dei tanti paesi della linea Gustav distrutti dai tedeschi in ritirata; il Monte Zurrone fu posto d'osservazione per i tiri di artiglieria su di esso. Il monumento fu voluto dal Colonnello Vincenzo Palmieri, coinvolto nella guerra abruzzese nel 1943. La costruzione fu iniziata nel 1956 con offerte degli enti, le Forze Armate e le associazioni dei combattenti. La costruzione mostra una cappella a pianta di triangolo isoscele con una croce latina in mezzo, che si innalza verso il cielo. Al centro della cappella, alla base, c'è un piccolo campanile a vela con una campana.

### Sacrario dei Caduti del Limmari
Posto in via XXI Novembre in Pietransieri, è un tempietto a pianta ottagonale, con il tetto coronato da una lanterna, si accede dal portale architravato, all'interno si conservano le targhe in pietra dei 128 caduti nella strage del Limmari, con relativa età, una trentina sono bambini, al di sotto dei 10 anni. Il tempietto è stato edificato nell'immediato dopoguerra.

## Società

### Evoluzione demografica
Abitanti censiti

### Tradizioni e folclore
- Festa della Madonna della Portella: presso l'eremo in località Monte Pratello, si celebra il 10-11 giugno
- Ballo della Pupazza: si celebra in piazza comunale durante il Carnevale
- Festa patronale di Sant'Ippolito: si celebra il 13 agosto, con messe, solenni processioni, sparo dei fuochi artificiali.
- Festa di San Rocco: il 16 agosto, con processione

## Infrastrutture e trasporti

### Strade
- Strada statale 17: collegamento Sulmona – Roccaraso – Castel di Sangro
- Strada statale 84: collegamento Sulmona – Campo di Giove, Rivisondoli, Roccaraso
- Strada provinciale Nuova Sangrina: collegamento di Roccaraso con Pietransieri, Contrada Barone Grilli e Carceri di Ateleta (AQ).

### Ferrovie
Il comune è servito dalla stazione di Roccaraso lungo la ferrovia Sulmona-Isernia, la quale effettua unicamente servizi turistici.

### Sci

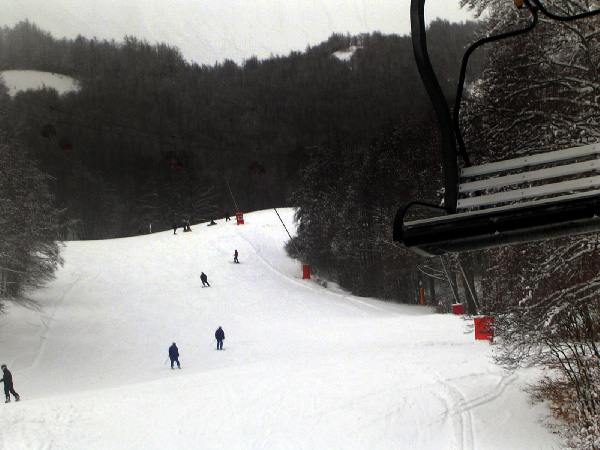
Pista rossa Pallottieri

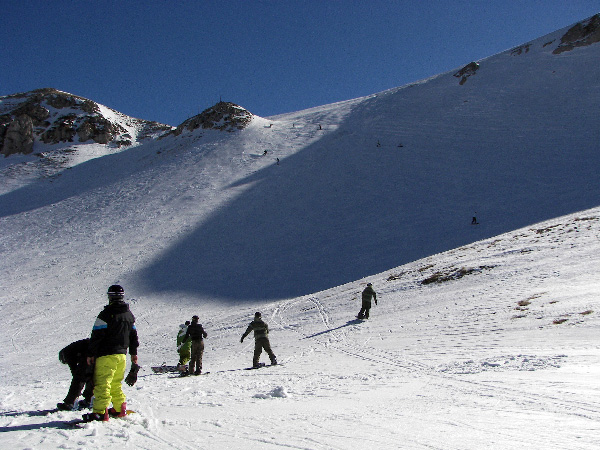
Pista nera

## Amministrazione

### Gemellaggi
- Kelmend
- Borgosesia[23]

## Sport

### Storia dello sci a Roccaraso
Agli inizi del XX secolo i valligiani furono i primi sciatori della zona. Per loro era una necessità in quanto praticavano lo sci come mezzo di trasporto nella zona durante le nevicate, facendo uso di un solo bastone per favorire cambi di direzione nella discesa. Nel 1920 a Roccaraso e nelle località dell'alpino di Bardonecchia, Claviere, Courmayeur, Col di Tenda e Cortina d'Ampezzo furono organizzati dagli alpini corsi di sci per i valligiani. Lo scopo era di addestrare i giovani alla pratica dello sci, per poi averi pronti durante il servizio di leva del corpo degli Alpini.
Il 2 gennaio 1922 in occasione della venuta degli Alpini, fu fondato il primo Sci Club di Roccaraso denominato "Roccaraso Sci Club", fondato da Aldo Pocchiola, comandante del Battaglione Cadore. A Roccaraso si evolveva molto lentamente la cultura del turismo invernale in quanto la località era rinomata più per quello estivo, data inoltre la scarsezza di vie di comunicazione efficienti per poter raggiungere il paese d'inverno. La svolta ci fu con l'operatore romagnolo Camillo Redaelli che nel 1928 fu nominato presidente dello Sci Club Roccaraso, formando la 1ª squadra agonistica di discesa formata da giovani locali, composta da Giuseppe Di Fiore, Alfonso Silvestri, Tonino Del Castello, Rocco Trilli e Angelo Tamburrini.
Nel 1929, quando giunsero in Italia le discipline dello sci alpino, a Roccaraso si svolse la prima competizione di discesa e slalom, la quale venne vinta dall'abetonese Gualtiero Petrucci.
Contemporaneamente si tentò di dare forma a degli impianti sciistici veri e propri; la prima slittovia fu inaugurata nel 1937 sul Monte Zurrone, e il primo maestro di sci fu Vitto Giovanni, che tuttavia non riuscì a far nascere una nuova scuola di sci per via della seconda guerra mondiale.
Nel 1950, in contemporanea con la ricostruzione del paese di Roccaraso dopo la guerra, fu ricomposta la Nuova Scuola Sci, che servì a rispondere meglio alle esigenze dei turisti, ponendo la sede operativa in località Ombrellone. Tutto il piccolo paese si organizzò come una località turistica invernale ed estiva di ampio respiro, accogliendo turisti sciatori da tutto il sud Italia, specialmente della Campania e dal Lazio, venendo rinominato la "Cortina d'Ampezzo del Sud". Da quell'epoca fino ad oggi gli impianti di Roccaraso si sono sempre più potenziati, rifornendosi di nuovi acquisti di seggiovie nel 2016.
La stazione sciistica di Roccaraso si articola attorno ai monti di Roccaraso, sottogruppo del massiccio del monte Greco (2283 m), al piano Aremogna e a Pizzalto, collegata direttamente agli impianti di Rivisondoli-Monte Pratello (2012 m), cuore della più vasta area sciistica dell'Italia centromeridionale, il comprensorio Alto Sangro, comprendente in tutto 160 km di piste da discesa e 36 impianti di risalita.
La prima gara di sci si tenne nel 1910 e nel 1925 venne costruito il trampolino Roma per le gare di salto con gli sci. Il primo impianto di risalita fu la slittovia del Monte Zurrone costruita nel 1936, che vanta il primato di primo impianto meccanizzato degli Appennini.
Annualmente si svolgono numerose gare anche di livello internazionale. Nel marzo 2005 Roccaraso ha ospitato le finali maschili e femminili della Coppa Europa di sci alpino 2005. Nel 2012 ha ospitato i Campionati italiani di sci alpino 2012 e i Campionati mondiali juniores di sci alpino 2012.

### Altri impianti sportivi
- Campo da tennis - viale dello Sport
- Giardino pubblico - via Napoli
- Giardino Vittoria - viale della Vittoria
- Parco Avventura Roccaraso - in via Vallone San Rocco, consiste in una piccola pineta con alberi scelti, con percorsi a difficoltà per gradi, di attraversamento di reti pensili e percorsi da fare attaccati al moschettone sul filo da un albero all'altro.
- Parco Divertimenti Coppo dell'orso: in località Aremogna, è dedicato al divertimento dei bambini, con piccole piste da sci.

### Ciclismo
Roccaraso ha ospitato la partenza della quindicesima tappa del Giro d'Italia 1980, da Roccaraso a Teramo, l'arrivo della settima tappa (Rieti-Roccaraso) del Giro d'Italia 1987 e l'arrivo della nona tappa del Giro d'Italia 2020 (San Salvo-Roccaraso). Nel 2008 ha ospitato la tappa da Vasto a Pescocostanzo e nello stesso anno sono stati aperti tracciati da downhill, freeride e cross country in località Pizzalto.
Il piano Aremogna ha ospitato per due volte l'arrivo di tappa del Giro d'Italia: il 12 maggio 2016 il belga Tim Wellens, corridore del team Lotto Soudal, ha vinto la 6ª tappa del Giro 2016 (Ponte-Roccaraso) e l'11 ottobre 2020 il portoghese Ruben Guerreiro del team EF Pro Cycling ha trionfato nella 9ª tappa del Giro 2020 (San Salvo-Roccaraso).

### Pattinaggio artistico a rotelle

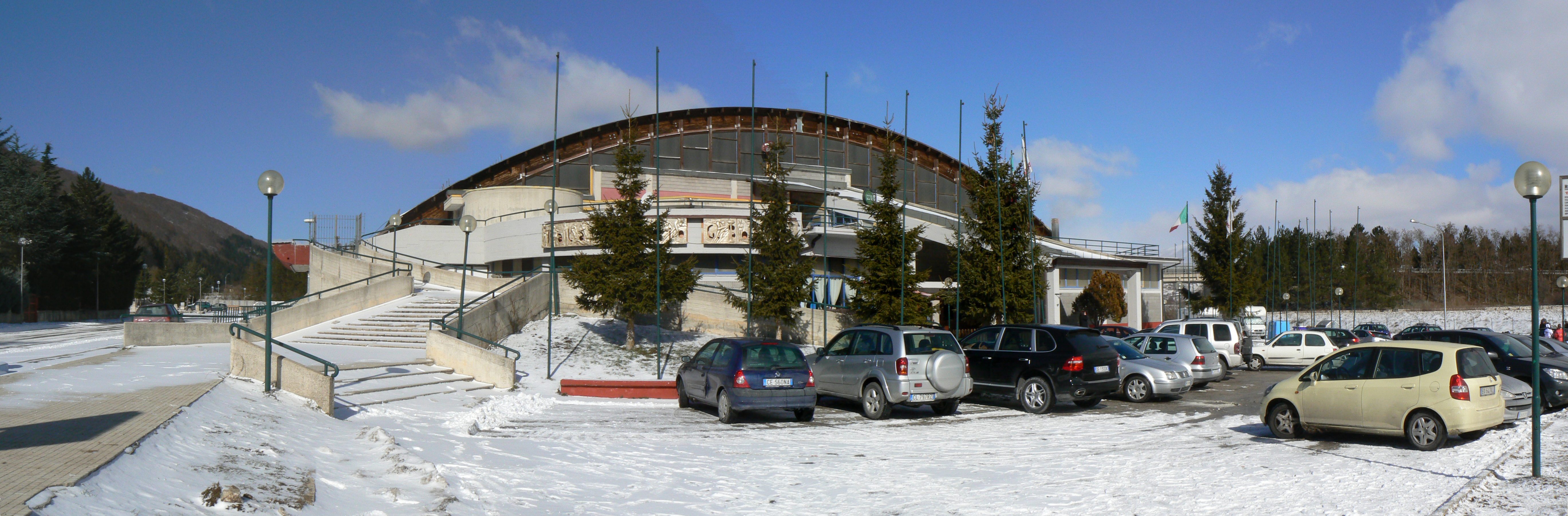
Palaghiaccio Giuseppe Bolino

Al palaghiaccio Giuseppe Bolino di Roccaraso si sono svolti i Campionati Italiani di pattinaggio artistico a rotelle categorie juniores e seniores dal 13 luglio al 16 luglio 2006. Anche il 2007, precisamente nel periodo che va dal 13 al 22 luglio, vede il Comune di Roccaraso, sempre con il suo palaghiaccio Giuseppe Bolino, ospitare i Campionati Italiani di pattinaggio artistico a rotelle categorie jeunesse, juniores e seniores.
- Palaghiaccio G. Bolino: posto in via dello Sport, è una struttura polifunzionale, sede di importanti eventi sportivi e non. Di inverno offre al pubblico la possibilità di praticare pattinaggio sul ghiaccio e assistere a spettacoli e concerti con professionisti di tale sport. In estate la struttura è adibita ugualmente al pattinaggio, ma a rotelle, nonché a sala di eventi e concerti.

La struttura è a pianta quadrata, con il soffitto rialzato a calotta di cupola, in legno e ferro.